# Église Saint-Pierre de Saint-Pierre-Église
Pour les articles homonymes, voir Église Saint-Pierre.
L'église Saint-Pierre de Saint-Pierre-Église est un édifice catholique qui se dresse sur le territoire de la commune française de Saint-Pierre-Église, dans le département de la Manche, en région Normandie.

## Localisation
L'église est située sur la commune de Saint-Pierre-Église, dans le département français de la Manche.

## Historique
L'église est placée sous le vocable de Saint-Pierre.
C'est en 1217 que l'on trouve la première mention de l'église Sancti Petri Eclesia, et en 1232, de Sancti Petri Eclesia (l'église de saint Pierre apôtre). À la Révolution, elle prit le nom de Pierre Ferme.
La première église connue a été bâtie aux XIIe et XIIIe siècles, bien qu'il soit probable, vu l'ancienneté de l'occupation, qu'elle ait remplacé une église rurale plus ancienne de la fin du VIe siècle.
Au XIIe et XIIIe siècles, la paroisse est partagée entre deux familles seigneuriales : les Clamorgan et les Nerbonne et l'église est partagée en deux portions, chacune ayant son curé. Vers 1266, l'évêque de Coutances racheta aux Nerbonne les deux tiers des dîmes qui furent plus tard cédées à l'hospice de Saint-Lô. Après la disparition de cette famille, la nomination du curé de cette portion appartenait alternativement au seigneur de Saint-Pierre et au prieur de l'Hôtel-Dieu de Saint-Lô, et on ne sait comment fonctionnait la paroisse.
Les guerres de Religion ravagèrent la région. Dans la seconde moitié du XVIe siècle, Jean de Clamorgan, seigneur de Saint-Pierre s'était déclaré huguenot, et dans la dernière période des guerres, le seigneur de Saint-Pierre, Nicolas Castel, fut un fidèle serviteur de Henri IV, alors que le seigneur du Tourps entraîna les habitants dans la Ligue.
À partir de 1640, Charles Castel et son épouse Madeleine Gigault de Bellefonds, furent de fervents chrétiens, Charles devenant même le trésorier de la fabrique. En 1643, il fonda une école gratuite pour les pauvres avec un maître d'école et un sous-maître.

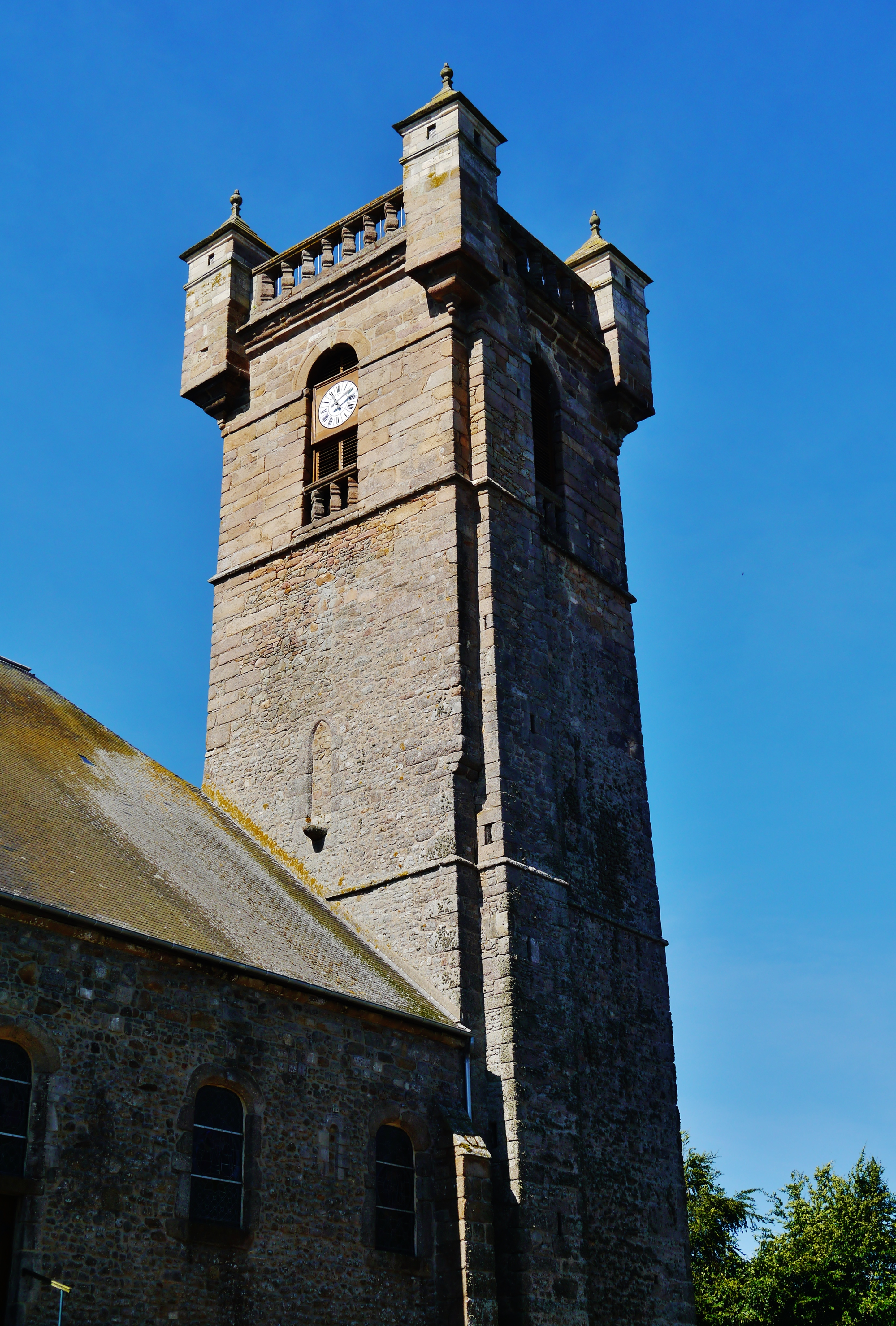
La tour.

L'église étant devenu trop petite, avec l'augmentation de la population et la prospérité revenue, surtout depuis la création en 1517 du marché de Saint-Pierre, il fut décidé d'en bâtir une plus vaste. On utilisa alors de l'ancien édifice que la tour alors coiffée en bâtière, une partie du chœur qui est transformée en sacristie, et la voûte de la nef est abaissée et elle est transformée en un bas-côté séparé de la nouvelle église, de même longueur que l'ancienne, par des arcades.
En 1661, l'église est achevée. Le baron Charles de Castel avait dépensé alors plus de 30 000 livres pour sa construction et son ameublement comme il est stipulé dans les comptes de gestion du baron, comme trésorier de la fabrique de 1643 à 1661, vérifié et approuvé par le clergé et les paroissiens. En juin 1664, une petite portion de la paroisse fut supprimée. En 1751 on y installe un orgue.

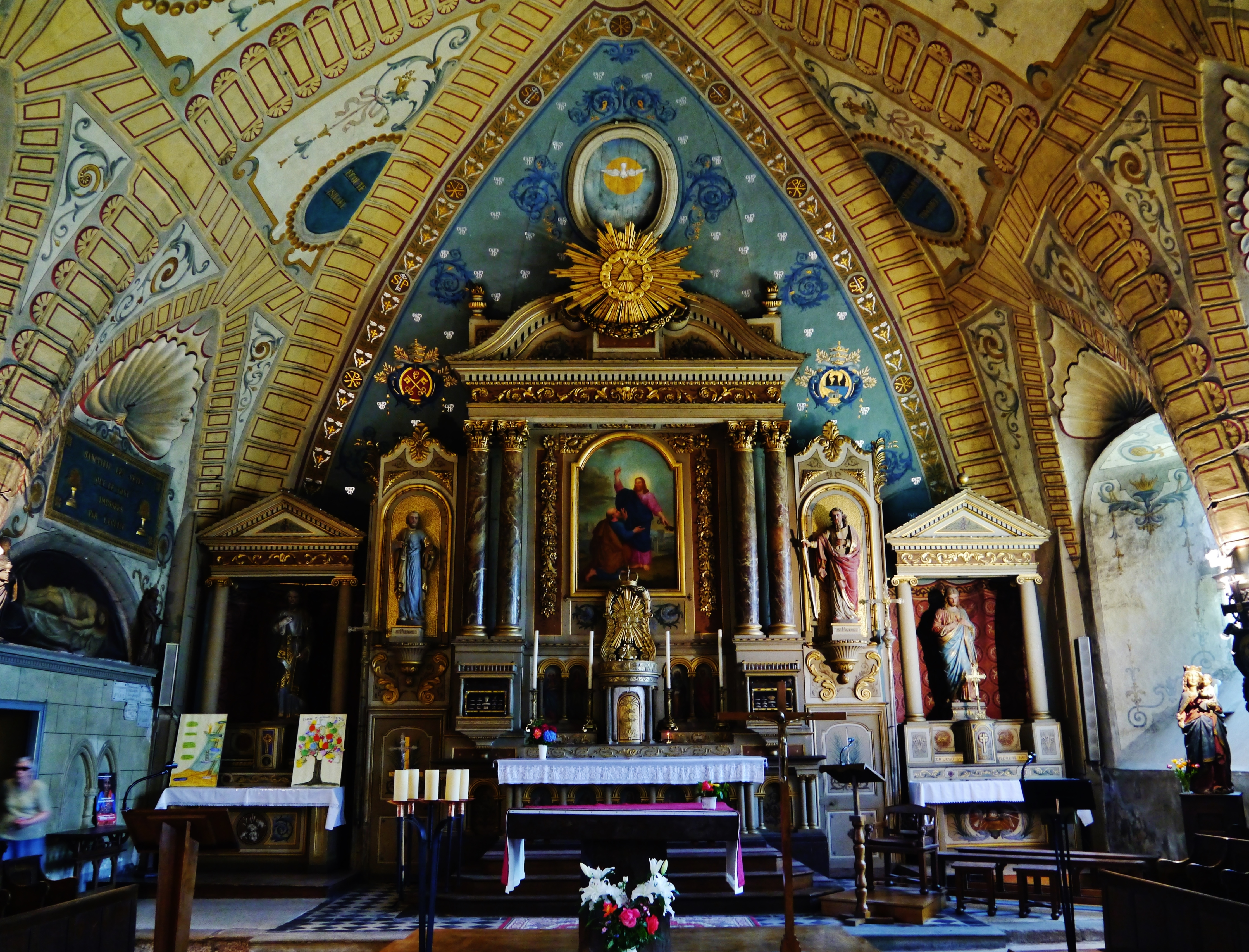
Le chœur avec au fond le retable.

À la Révolution, le curé alors âgé et les vicaires jurèrent à la Constitution civile du clergé. En 1792, pourtant, on commença à porter à Cherbourg les objets d'or et d'argent non nécessaires au culte, et en 1793, l'équipe municipale envoya, toujours à Cherbourg, deux cloches pour y être fondues, puis des cercueils en plomb des seigneurs de Saint-Pierre qui étaient déposés sous l'autel de la Vierge afin de faire des balles et les grilles du cimetière pour faire des piques. Ensuite, l'église est dépouillée de ce qui reste des objets du culte : bénitier en cuivre, chandeliers en cuivre et croix en argent. Les vases sacrés, bien qu'ayant été cachés dans un caveau de l'église, sont livrés par Pierre Lemoigne, un ancien enfant de chœur, qui les avaient découverts. Les confessionnaux et les autels furent brisés puis vendus. Pendant cette période, le conseil municipal ainsi que les notables, escortés par la garde nationale tous les decadi se rendaient à l'église en grande pompe.
Après l'abolition du culte, l'église devenue inutile fut d'abord louée, puis vendue en 1795 avec toutes ses dépendances à Christophe André, sacristain de Saint-Pierre. En 1802, il est dit que l'église est « en bon état. Elle a été dépouillée de son mobilier mais non atteinte dans son gros œuvre ». Jean-François Desquennes, nouveau curé, nommé en 1803, rétablit comme il peut le mobilier. En 1812, on achète les statues de saint Pierre et saint Paul. René-Augustin d'Abboville achète un grand christ, à la veuve du sculpteur Armand Fréret, et fait fabriquer une perque en 1818 par Philippe Aubin pour le soutenir. Cette dernière aligne les instruments de la passion, le coq de saint Pierre et le jeu de dés des légionnaires romains et à la base du crucifix, le serpent.
Jean-Louis Gabriel Lecourtois, son successeur, qui resta de 1821 à 1843, fit placer trois retables d'autel peints et dorés en 1824 ainsi que trois tableaux peints par Goubert de Valognes, et fit installer quatre cloches : Bonne-Charlotte (1 672 livres), Élisabeth-Charlotte (1 208 livres), Virginie-Charlotte (875 livres) et Marie-Suzanne (702 livres). Il remplaça également l'horloge du clocher qui datait de 1661.
En 1885, de généreux donateurs firent poser douze vitraux, dont dix représentent la vie de saint Pierre, de sa rencontre avec Jésus quand il lance ses filets, à son martyre à Rome. C'est à cette époque que furent dallés le chœur, la nef et l'allée du transept.

## Description

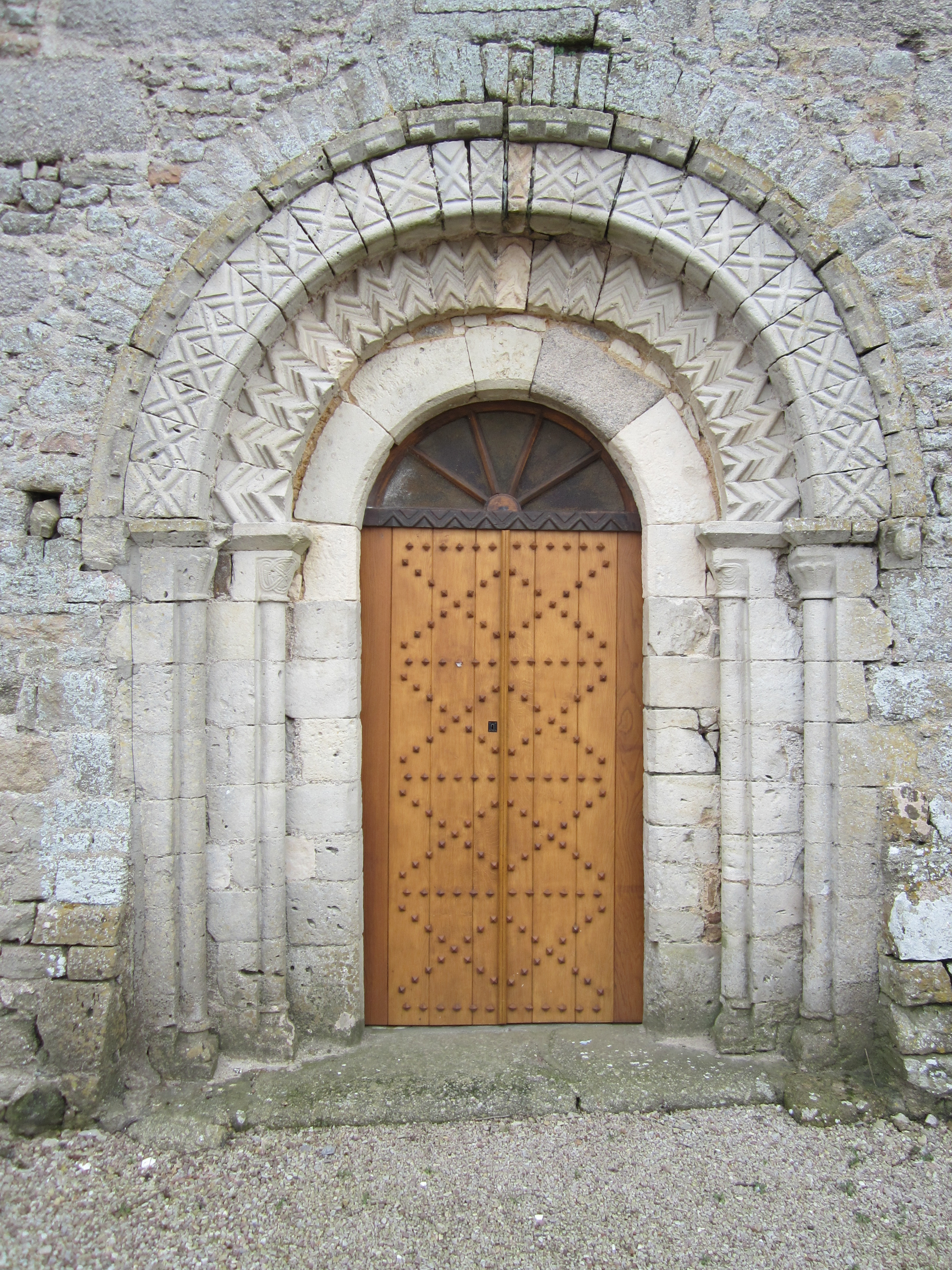
Le porche roman.

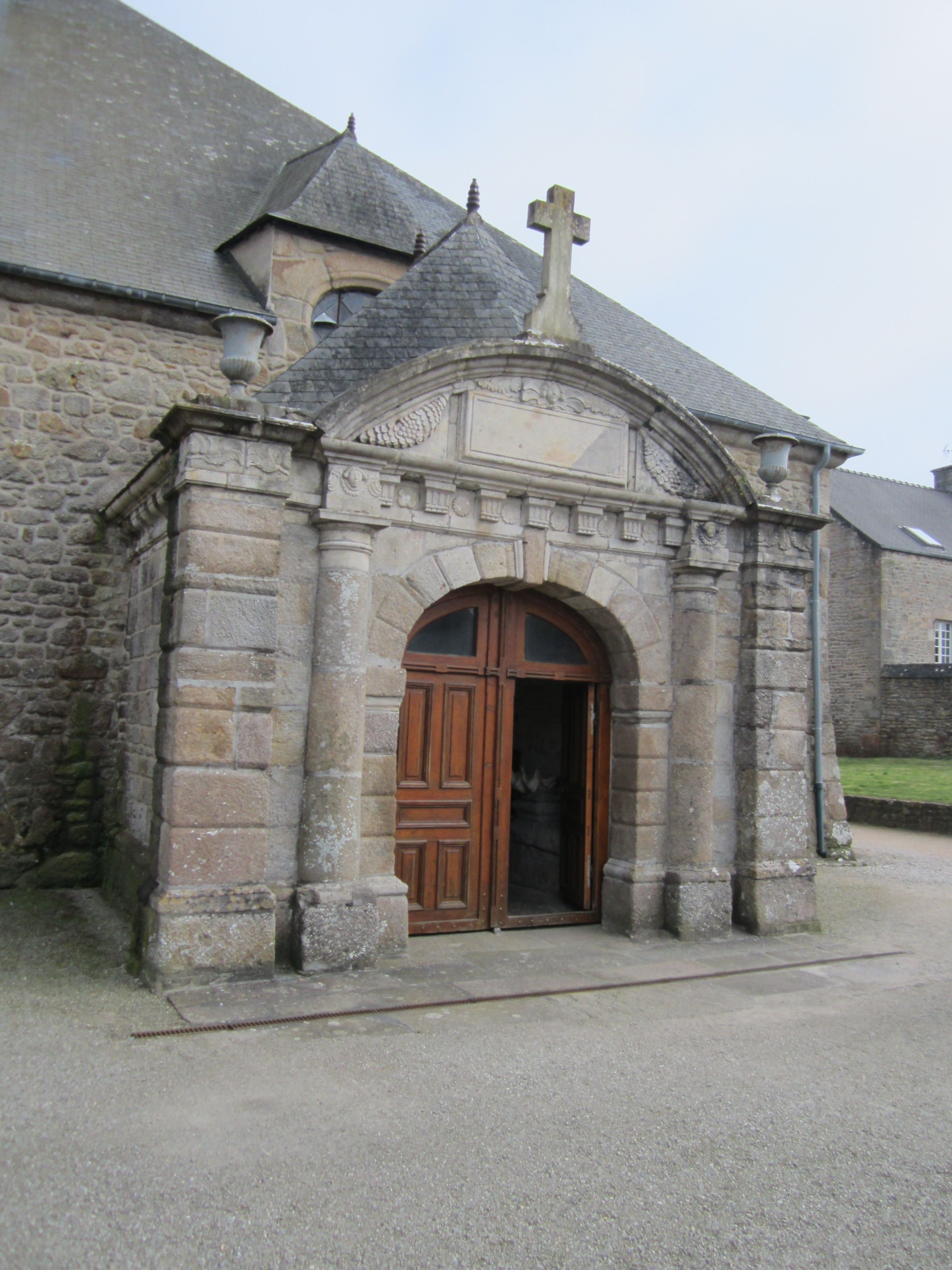
Le portail voûté.

De l'ancienne église il subsiste la base de la tour avec son porche roman et ses arcs décorés. La voussure inférieure est décorée de zigzags et la voussure supérieure de losanges. La porte quant à elle a été refaite en 2010. Il est surmonté d'une ogive à lancette. On retrouve le style ogival de la première période (1200 à 1300) à la fenêtre au fond de l'ancien sanctuaire servant aujourd'hui de sacristie et la piscine qui s'y trouve, ainsi que dans les combles au niveau de la grande arcade du clocher à l'entrée de la nef.
La nef de l'église primitive, rabaissée, sert de bas-côté et les fenêtres en ogive ont été agrandies en anse de panier afin de retrouver une similitude avec celles de la façade sud.
L'église actuelle, de style Louis XIII, est reconstruite au milieu du XVIIe siècle, grâce à la générosité de Charles Castel, baron de Saint-Pierre ainsi que le petit porche dont la porte est encadrée par deux piliers classiques surmontées de chapiteaux ioniques. La nef est couverte d'une voûte, en moellons bruts de trente centimètres d'épaisseur, en forme de barque renversée, en souvenir dit-on de la barque de saint Pierre, l'arête de la voûte figurant la quille. De cette arête partent huit grandes lignes en pierre de taille simulée qui représentent les membrures. D'un côté, elles s'appuient sur les piliers des arcades, de l'autre sur le mur sud.
À la même époque on surélève la tour carrée, comme le montre l'appareil de sa maçonnerie, atteignant 30 mètres. La dernière marche porte la date de 1661. Sa base médiévale conserve le porche roman du XIIe en plein cintre, et on la couronne d'une plate-forme avec balustrades en granit et de clochetons en forme de guérites à chacun de ses angles. Il a subi en 2008 une première tranche de travaux, réfection des échauguettes et de la base des balustres, en pierre de Caen ou de Valognes, très érodées par la pollution et les lichens. Une deuxième a concerné la sécurisation des belvédères et les menuiseries intérieures et extérieures ont été remplacées par des menuiseries en chêne.
La nef de la nouvelle église, précédée d'un portail voûté, abrite la tribune et l'orgue placé en 1931 ainsi que  les fonts baptismaux, avec une base en calcaire, une cuve en porphyre rouge et un couvercle en cuivre doré, qui ont échappé à la destruction , et dans le bas-côté la chapelle Notre-Dame. Parmi les verrière du XIXe siècle celle intitulée Le miracle de la tempête apaisée qui fut offerte par les abbés Tollemer, curé et vicaire de Saint-Pierre et frères jumeaux.

## Mobilier et décor

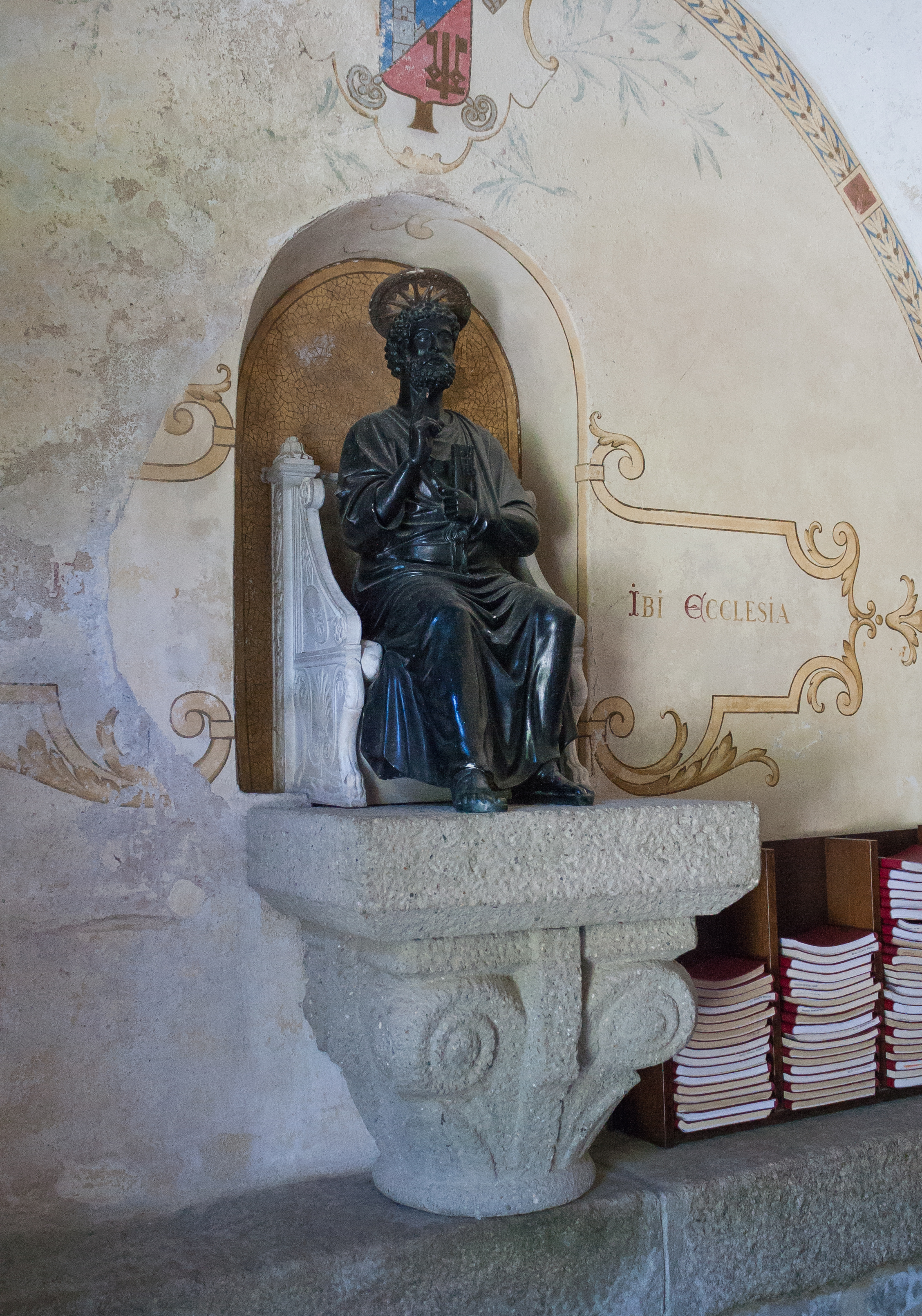
La statue de saint Pierre sur son trône.

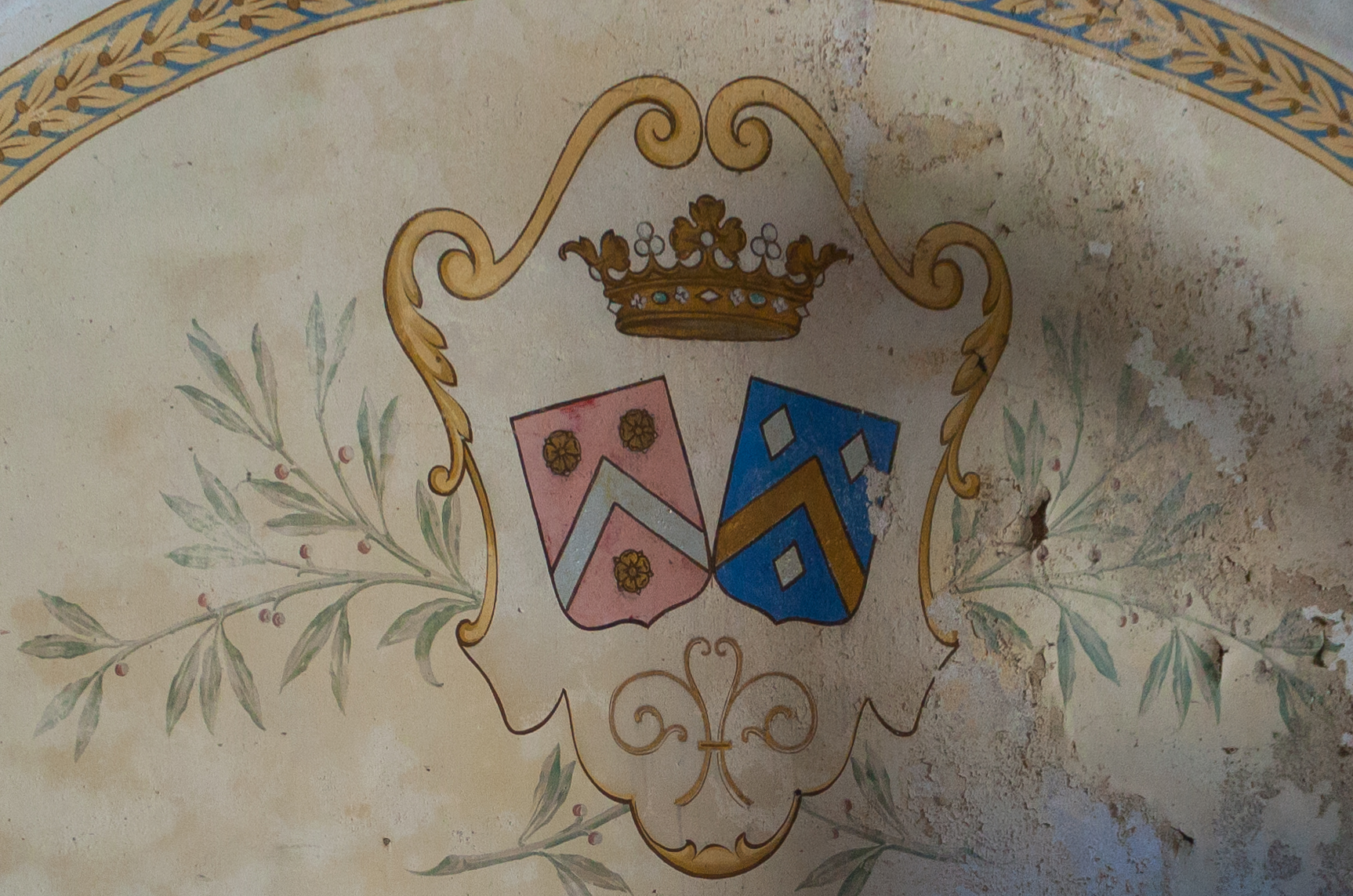
Les armes des constructeurs.

Le maître-autel date du XVIIe. Le retable à trois autels date de 1824. Son tableau représente saint Pierre rencontrant le Christ ressuscité.
Les peintures surt la partie haute de la voûte furent réalisées de 1920 à 1924 par M. Jeanne, premier prix de Rome, puis par M. Pestel. Elles ont été restaurées en 1994. Dans les médaillons du haut sont inscrits les commandements de Dieu, et ceux de l'Église sont situés au-dessus des arcades.
La statue de saint Pierre assis sur un trône, située dans le petit porche (portail voûté), date de 1936, et sur les murs, en face de la statue, une fresque pour rappeler les armes des constructeurs, Castel, Gigault de Bellefonds.
L'ancien retable
C'est Charles Castel qui avait fait venir de Caen Thomas Le Faye et lui commanda un grand retable, à frontons en cœur de chêne. Celui-ci était supporté par huit colonnes d'ordre corinthien, est orné de sculptures recouvertes d'or. Disposé entre les colonnes, trois autels, dont celui du milieu était encadré des statues de saint Pierre et saint Paul de 1,80 mètre de hauteur ; les deux autres dédiés, l'un à saint Jean l'évangéliste, l'autre à sainte Madeleine. L'ensemble était couronné de huit statues polychromées de un mètre de haut. Le tabernacle était quant à lui richement orné. Il existait également un autel du rosaire avec fronton soutenu par deux colonnes torses encadrant la Sainte Vierge escortée de deux anges. Les trois autels seront restaurés en 1740. De ce retable, il ne nous reste que les deux colonnes du maître-autel, le maître-autel et un autel secondaire.